# Villa Rimbaud
Pour les articles homonymes, voir Rimbaud (homonymie).
La villa Rimbaud est une voie du 19e arrondissement de Paris, en France.

## Situation et accès
La villa Rimbaud est une voie publique située dans le 19e arrondissement de Paris. Elle débute au 3, rue Miguel-Hidalgo et se termine en impasse.
Elle fait partie du quartier de la Mouzaïa.
Elle est desservie par la ligne de métro 7 bis à la station Danube.

## Origine du nom

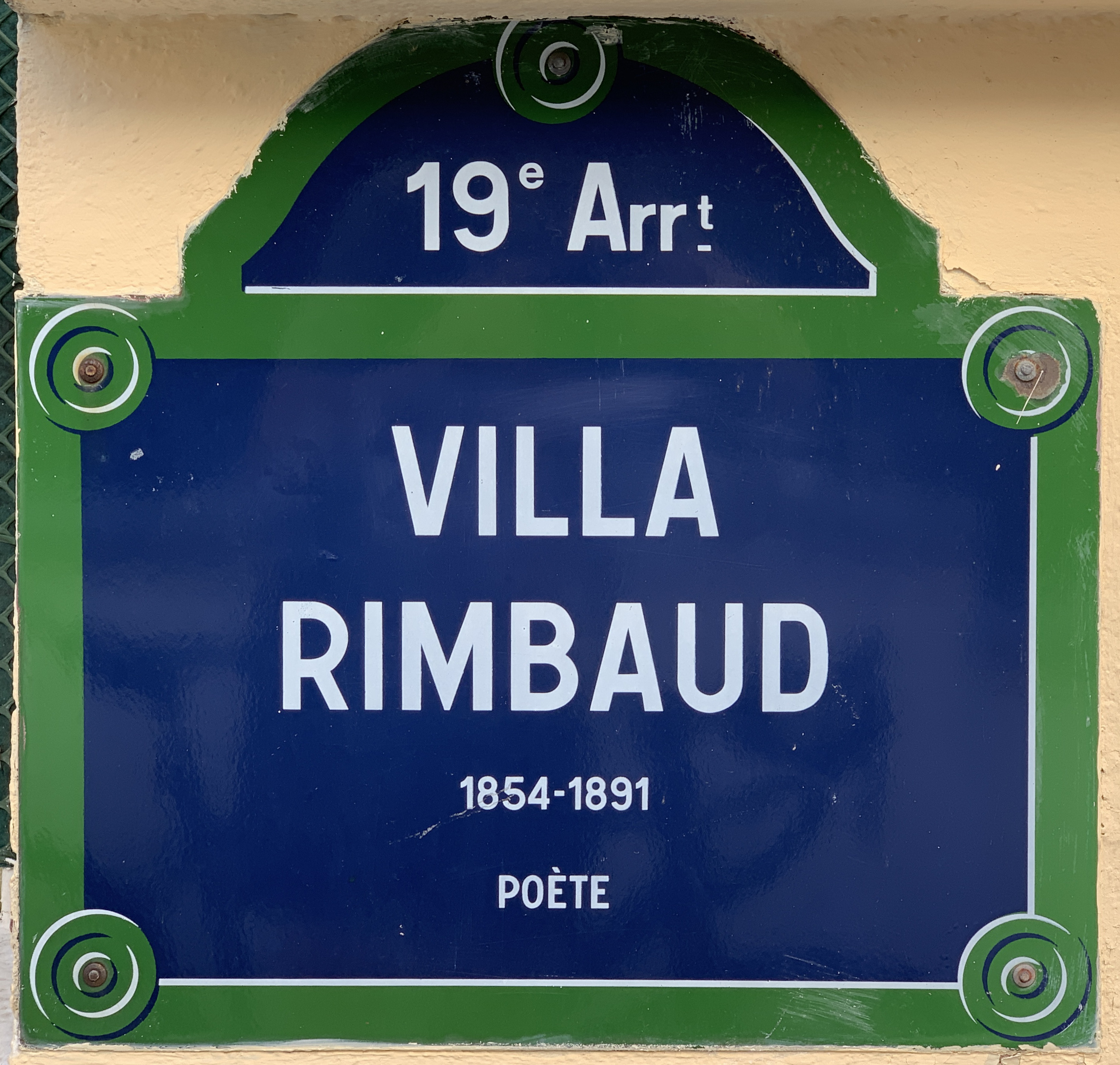
Plaque de la voie.

Elle porte le nom poète Arthur Rimbaud (1854-1891).

## Historique
Cette voie est ouverte en 1926 sous sa dénomination actuelle dans un lotissement appartenant à M. Frémont.